# André-Armand Legrand
André-Armand Legrand (ur. 5 grudnia 1914, zm. 21 listopada 2003) – francuski lotnik, as myśliwski okresu II wojny światowej.

## Życiorys
Urodził się 5 grudnia 1914 w La Teste-de-Buch w departamencie Żyronda. 25 września 1915 jego ojciec, żołnierz 3 Pułku Piechoty Kolonialnej, poległ na froncie Wielkiej wojny w Ville-sur-Tourbe.

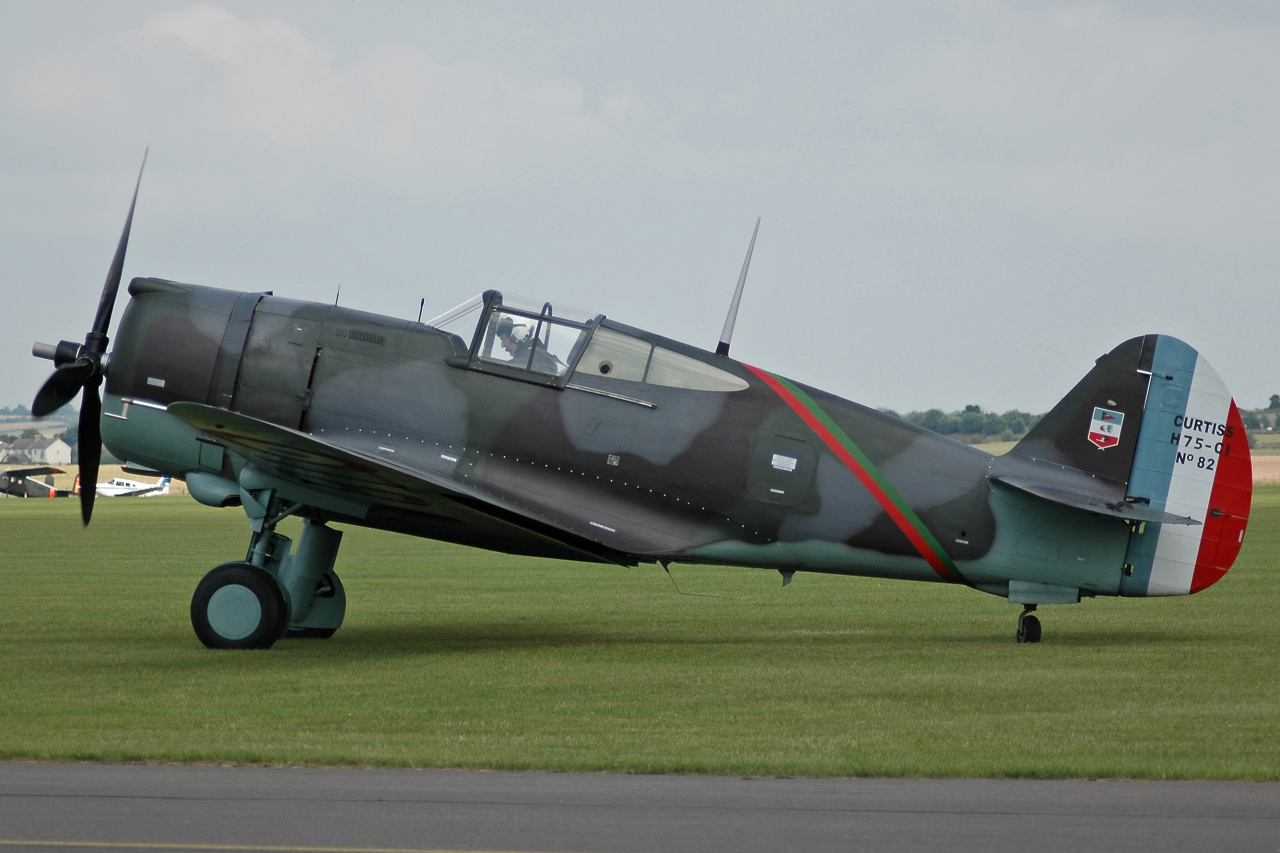
Curtiss H.75A-1 w barwach Armée de l'Air

Gdy wybuchła druga wojna światowa, służył w stopniu sierżanta w Groupe de Chasse 2/5 La Fayette wyposażonej w myśliwce Curtiss P-36 Hawk i stacjonującej na lotnisku Toul Croix-de-Metz w Lotaryngii. Brał udział w pierwszych walkach powietrznych na froncie zachodnim. 20 września 1939 odniósł pierwsze potwierdzone francuskie zwycięstwo II wojny światowej, strącając messerschmitta Bf 109.
9 listopada, osłaniając wraz z 8 innymi Curtissami ze swojej eskadry samolot rozpoznawczy nad Saarą, został zaatakowany przez 27 Bf 109 z Jagdgruppe 102, wywiązała się walka, w wyniku której Francuzi zestrzeli 9 samolotów (w tym 2 Legrand) bez strat własnych. W locie powrotnym z powodu braku paliwa był zmuszony wylądować w przygodnym terenie niedaleko Lesse, gdzie znalazła go jednostka inżynieryjna. 10 stycznia 1940 zestrzelił kolejnego Bf 109 nad Kirschnaumen, 5 lutego otrzymał awans na starszego sierżanta (sergent-chef). 16 maja strącił Henschla Hs 126, a 25 maja Do 17 i Bf 109. Na skutek szybkiego postępu wojsk niemieckich jego dywizjon otrzymał 13 czerwca rozkaz wycofania się do Dijon, a następnie do Lyonu i Perpignan. Od 19 czerwca, ignorując wieści o zbliżającym się rozejmie, większość jednostek myśliwskich udała się do Algierii. 20 czerwca o 10 rano jego GC 2/5 w komplecie wystartował w kierunku Oranu, gdzie na mocy rozejmu samoloty zostały rozbrojone i unieruchomione, co jednak nie przeszkodziło niektórym pilotom w ucieczce do Gibraltaru. Legrand planował iść w ich ślady, lecz powstrzymała go operacja Catapult.
3 lipca 1940 okręty Royal Navy zajęły pozycję naprzeciwko portu Mers el-Kébir, ich dowódca admirał James Somerville wystosował Francuzom ultimatum. Po jego odrzuceniu, francuskie dowództwo rozkazało uzbroić i przygotować myśliwce do lotu, po czym wysłało je do obrony portu w Oranie. Klucz trzech Curtissów, w składzie którego leciał Legrand spotkało w powietrzu trzy brytyjskie Blackburn Skua. Legrand, bez skrupułów, strącił jednego z nich.
14 lipca 1940 został odznaczony Legią Honorową a pod koniec miesiąca otrzymał awans na pierwszy stopień oficerski, podporucznika (sous-lieutenant).